# Tour de Flandes femenino 2012
La 9.ª edición del Tour de Flandes femenino se celebró el 1 de abril de 2012 sobre un recorrido de 127,4 km con inicio y final en la ciudad de Oudenaarde en Bélgica.
La carrera hizo parte de la Copa del Mundo de Ciclismo Femenina y fue ganada por la ciclista alemana Judith Arndt del equipo GreenEdge-AIS. El podio lo completaron la estadounidense Kristin Armstrong de la selección nacional de su país y la ciclista canadiense Joëlle Numainville de la selección nacional de su país.

## Equipos
Tomaron parte en la carrera un total de 29 equipos invitados por la organización, quienes conformaron un pelotón de 171 ciclistas de las cuales terminaron 70. Los equipos participantes fueron:
| Equipos femeninos (24)- AA Drink-leontien.nl - Abus Nutrixxion - Be Pink - Bizkaia-Durango - Diadora-Pasta Zara - Dolmans-Boels - Faren-Honda - GSD Gestion - Hitec Products - Kleo Ladies - Lotto-Belisol Ladies - MCipollini - Giambenini - Gauss - GreenEdge-AIS - Stichting Rabo Women - RusVelo - SC Michela Fanini Rox - Sengers Ladies - Skil-Argos - Specialized-Lululemon - Tibco-To the Top - Fassa Bortolo-Servetto - Topsport Vlaanderen-Ridley - Vaiano Tepso - Vienne Futuroscope Equipos nacionales (5)- Alemania - Canadá - Estados Unidos - Países Bajos - Suecia |
| |

## Clasificaciones finales
Las clasificaciones finalizaron de la siguiente forma:

### Clasificación general
| \| Clasificación general \| Clasificación general \| Clasificación general \| Clasificación general \| Clasificación general \| \| Ciclista \| Ciclista \| Equipo \| Tiempo \| \| \| --------------------- \| --------------------- \| --------------------- \| --------------------- \| --------------------- \| \| 1.ª \| Judith Arndt \| GreenEdge-AIS \| 3 h 19 min 05 s \| \| \| 2.ª \| Kristin Armstrong \| Estados Unidos \| + 2 s \| \| \| 3.ª \| Joëlle Numainville \| Canadá \| + 30 s \| \| \| 4.ª \| Kirsten Wild \| AA Drink-Leontien.nl \| + 30 s \| \| \| 5.ª \| Adrie Visser \| Skil Koga \| + 30 s \| \| \| 6.ª \| Ellen van Dijk \| Specialized-Lululemon \| + 30 s \| \| \| 7.ª \| Loes Gunnewijk \| GreenEdge-AIS \| + 30 s \| \| \| 8.ª \| Christine Majerus \| GSD Gestion \| + 30 s \| \| \| 9.ª \| Anna van der Breggen \| Sengers \| + 30 s \| \| \| 10.ª \| Alena Amialiusik \| Be Pink \| + 30 s \| \| |                      |                       |                 |
| |                      |                       |                 |
| Fuente: Cycling Quotient |                      |                       |                 |
| Clasificación general |                      |                       |                 |
| Ciclista | Ciclista             | Equipo                | Tiempo          |
| 1.ª | Judith Arndt         | GreenEdge-AIS         | 3 h 19 min 05 s |
| 2.ª | Kristin Armstrong    | Estados Unidos        | + 2 s           |
| 3.ª | Joëlle Numainville   | Canadá                | + 30 s          |
| 4.ª | Kirsten Wild         | AA Drink-Leontien.nl  | + 30 s          |
| 5.ª | Adrie Visser         | Skil Koga             | + 30 s          |
| 6.ª | Ellen van Dijk       | Specialized-Lululemon | + 30 s          |
| 7.ª | Loes Gunnewijk       | GreenEdge-AIS         | + 30 s          |
| 8.ª | Christine Majerus    | GSD Gestion           | + 30 s          |
| 9.ª | Anna van der Breggen | Sengers               | + 30 s          |
| 10.ª | Alena Amialiusik     | Be Pink               | + 30 s          |